# Aldcliffe-with-Stodday
Aldcliffe-with-Stodday är en civil parish i Lancaster i Lancashire i England. Skapad 1 april 2017.